# Apomys abrae
Apomys abrae is een knaagdier uit het geslacht Apomys dat voorkomt op de Centrale Cordillera van Luzon in de Filipijnen. Het is een vrij grote muis met een bruine vacht en witte voeten. Deze soort is waarschijnlijk het nauwste verwant aan de iets grotere Apomys sacobianus uit Midden-Luzon.

## Ontdekkingsgeschiedenis, taxonomie en verspreiding
Deze soort werd oorspronkelijk beschreven in 1952 in het tijdschrift Fieldiana Zoology door de Amerikaanse bioloog Colin Sanborn, die het dier de naam Rattus (Apomys) abrae gaf. Uit later onderzoek bleek dat het geslacht Apomys niet nauw verwant is aan Rattus, zodat de naam Apomys abrae tegenwoordig universeel wordt gebruikt. Sanborn beschreef het dier op basis van twee exemplaren uit de provincie Abra. Hij behandelde ook een groot aantal exemplaren uit Mount Data onder Rattus datae. Een andere Amerikaan, Guy Musser, concludeerde echter dat een groot deel van deze verzameling uit A. abrae bestond. Hij publiceerde zijn bevindingen in 1982 in een artikel "The Definition of Apomys" in American Museum Novitates. In dit artikel beschreef hij de toenmalige stand van de kennis van alle soorten van Apomys en behandelde hun taxonomie. Hij breidde de verspreiding van A. abrae uit met locaties in de provincies Ilocos Norte en Mountain Province (hiervan liggen sommige inmiddels in Benguet), en het is zijn concept van de soort dat sindsdien het meest invloedrijk is geweest. In 2005 werd er gerapporteerd dat A. abrae mogelijk ook in Balbalasang in de provincie Kalinga voorkomt. Tegenwoordig is de soort bekend van zo'n 1000 tot 2500 m hoogte; meestal komt het dier niet hoger dan 2000 m.
De naam Apomys abrae bestaat, zoals gebruikelijk in de zoölogische nomenclatuur, uit een geslachts- en een soortnaam. De geslachtsnaam, Apomys, is in 1905 door de Amerikaanse bioloog Edgar Mearns voorgesteld en betekent "muis uit Mount Apo" (mys, μῦς, is het Oudgriekse woord voor "muis"; de typesoort van het geslacht werd voor het eerst gevonden op Mount Apo). De soortnaam, abrae, is een Latijnse genitief van de naam van de provincie Abra en betekent dus "van Abra".

## Beschrijving
| Populatie                      | Schedellengte (mm)         | Lengte van de kiezen (mm) |
| ------------------------------ | -------------------------- | ------------------------- |
| Ilocos Norte                   | 35,7 ± 0,8 (34,7-36,8), 5  | 6,7 ± 0,3 (6,2-7,0), 13   |
| Abra                           | 34,7-35,2, 2               | 6,8-6,8, 2                |
| Mount Data (Mountain Province) | 35,6 ± 0,8 (34,3-37,2), 10 | 6,9 ± 0,2 (6,4-7,0), 10   |
| Haights-in-the-Oaks (Benguet)  | 34,8 ± 1,5 (33,2-36,3), 3  | 6,9 ± 0,1 (6,7-6,9), 4    |
| Baguio (Benguet)               | 35,8, 1                    | 7,1, 1                    |
| Sablan (Benguet)               | -                          | 7,1-7,2, 2                |

Het geslacht Apomys, waar ook A. abrae toe behoort, is te herkennen aan de geringe grootte, de lange staart, lange, smalle achtervoeten, de aanwezigheid van vier mammae, die allemaal op de buik zijn gelegen, en een groot aantal kenmerken van de schedel.
Apomys abrae is een vrij grote soort. De bovenkant van het lichaam is geelachtig bruin, de onderkant vuilwit met een geelbruine toon. De vrij smalle voeten zijn aan de bovenkant wit. De staart is aan de bovenkant grijsbruin en aan de onderkant wit. Voor het holotype uit Abra bedraagt de kop-romplengte 143 mm, de staartlengte 144 mm en de achtervoetlengte 34 mm.
A. abrae is een geografisch variabele soort. Zo hebben dieren uit Mount Data een iets donkerdere vacht dan hun soortgenoten uit Abra. De populatie op Mount Simminublan in Ilocos Norte heeft wat kleinere kiezen en verschilt in kleur. De bovenkant van het lichaam is geelbruin, maar een stuk lichter dan bij de dieren uit Abra. Ook de oren zijn lichter van kleur. De onderkant van het lichaam is bij sommige exemplaren wit, bij andere geelbruin. De dieren uit Baguio en Sablan in Benguet zijn groter dan anderen en hebben een lichtere vacht.

## Verwantschappen en biogeografie
Apomys abrae behoort tot de Chrotomys-divisie, een groep binnen de Murinae die uitsluitend in de Filipijnen voorkomt en naast Apomys ook Rhynchomys, Chrotomys en Archboldomys omvat. Deze Filipijnse dieren hebben gemeenschappelijke morfologische en genetische kenmerken. Binnen deze groep is Apomys verreweg het grootste en wijdstverbreide geslacht: Apomys omvat kleine, onopvallende bosmuizen die in de gehele Filipijnen voorkomen, terwijl de andere, sterk gespecialiseerde geslachten nauwelijks buiten Luzon zelf te vinden zijn. Apomys zelf is in 1982 door Musser verdeeld in twee groepen, de datae-groep, met alleen A. datae uit Luzon, en de abrae-hylocetes-groep, met alle andere soorten. Deze groepen verschillen in de manier waarop de kop door slagaders van bloed wordt voorzien. A. abrae behoort, zoals aan de naam valt te zien, tot de abrae-hylocetes-groep, en is daarbinnen waarschijnlijk het nauwste verwant aan A. sacobianus, die mogelijk slechts een geografische variant van A. abrae is, maar wat de verdere verwantschappen van deze twee soorten zijn, is onzeker, hoewel een verwantschap met A. microdon en A. musculus, twee andere soorten uit Luzon, is gesuggereerd.
Aangezien Apomys waarschijnlijk op Luzon is ontstaan en A. abrae en A. sacobianus mogelijk verwant zijn aan A. microdon en A. musculus, is het aannemelijk dat A. abrae op Luzon zelf is ontstaan, misschien als gevolg van het gebruik van verschillende habitats door de vormen van een voorouderlijke soort. Apomys abrae is endemisch op de Cordillera Central van Luzon, net als onder andere Apomys datae, de Schadenbergschorsrat en de twee soorten van Carpomys. De Cordillera Central is een van de verschillende bergen en gebergtes op Luzon waar zich door de geïsoleerde ligging endemische soorten hebben ontwikkeld, samen met onder andere Mount Isarog en de Sierra Madre.

## Beschermingsstatus
Over de beschermingsstatus van deze soort is weinig bekend. De IUCN-status is "onzeker" (DD). Een compilatie van de Filipijnse zoogdierfauna noemt de status van A. abrae "waarschijnlijk stabiel".

### Belangrijkste bronnen
- Musser, G.G. 1982. Results of the Archbold Expeditions. No. 108. The definition of Apomys, a native rat of the Philippine islands. American Museum Novitates 2746:1-43.
- Musser, G.G. & Carleton, M.D. 2005. Superfamily Muroidea. Pp. 894-1531 in Wilson, D.E. & Reeder, D.M. (eds.). Mammal Species of the World: a taxonomic and geographic reference. 3rd ed. Baltimore: The Johns Hopkins University Press, 2 vols., 2142 pp. ISBN 978-0-8018-8221-0

### Overige informatie
- Heaney et al. 1998-2007, Apomys abrae in A Synopsis of the Mammalian Fauna of the Philippine Islands. Field Museum of Natural History. Geraadpleegd op 10 juli 2007.
- Heaney, L.R., Balete, D.S., Gee, G.A., Lepiten-Tabao, M.V., Rickart, E.A. & Tabaranza, B.R., Jr. 2005. Preliminary report on the mammals of Balbalasang, Kalinga Province, Luzon. Sylvatrop 13(1-2):51-62.
- Jansa, S.A., Barker, K.F. & Heaney, L.R. 2006. The pattern and timing of diversification of Philippine endemic rodents: Evidence from mitochondrial and nuclear gene sequences. Systematic Biology 55(1):73-88.
- Musser, G.G. & Heaney, L.R. 1992. Philippine rodents: definitions of Tarsomys and Limnomys plus a preliminary assessment of phylogenetic patterns among native Philippine murines (Murinae, Muridae). Bulletin of the American Museum of Natural History 211:1-138.
- Sanborn, C.C. 1952. Philippine Zoological Expedition 1946-1947. Fieldiana Zoology 33(2):89-158.
- Steppan, S.J., Zawadzki, C. & Heaney, L.R. 2003. Molecular phylogeny of the endemic Philippine rodent Apomys (Muridae) and the dynamics of diversification in an oceanic archipelago. Biological Journal of the Linnean Society 80:699-715.